# Микроформа

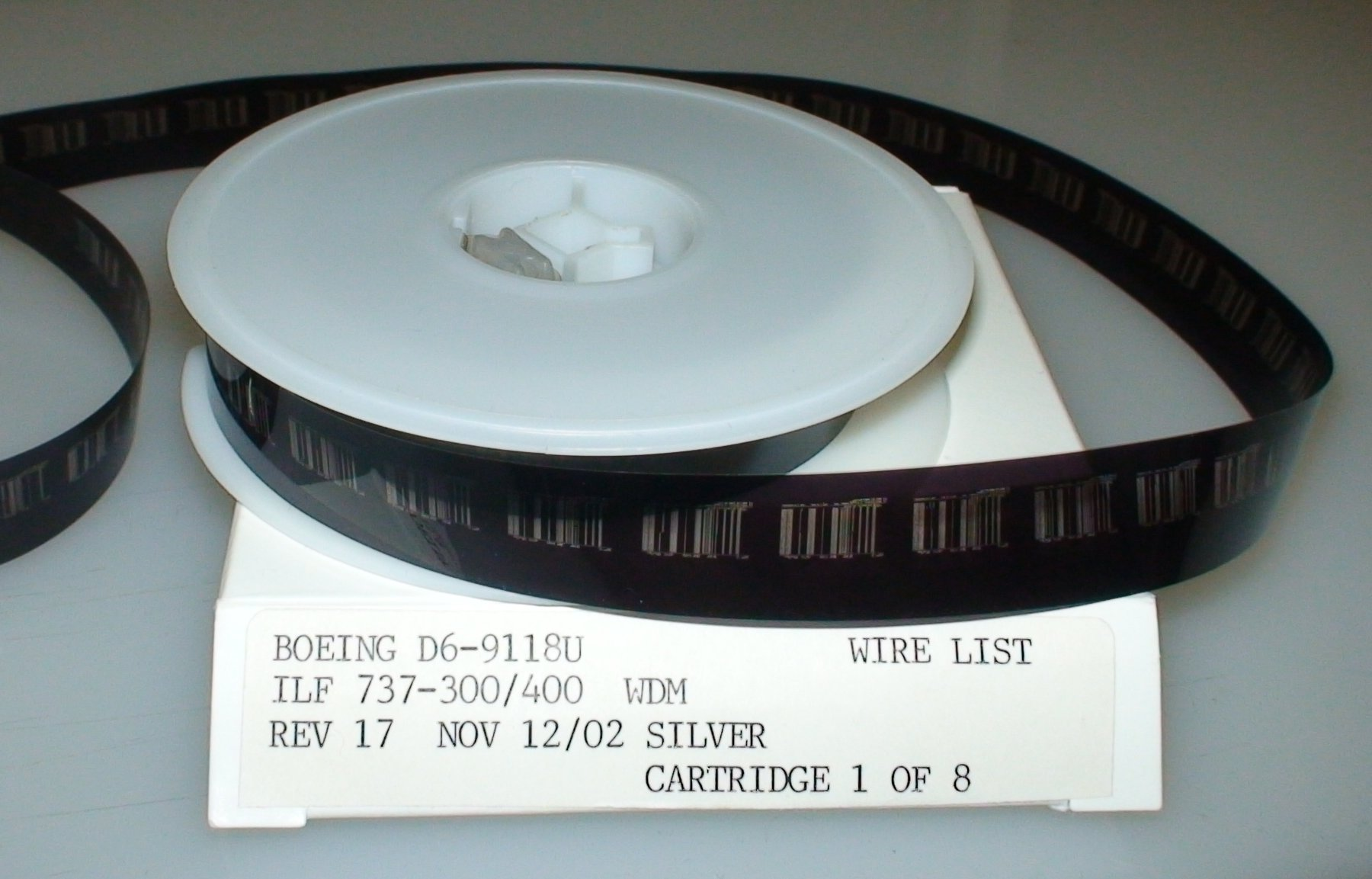
Микрофильм

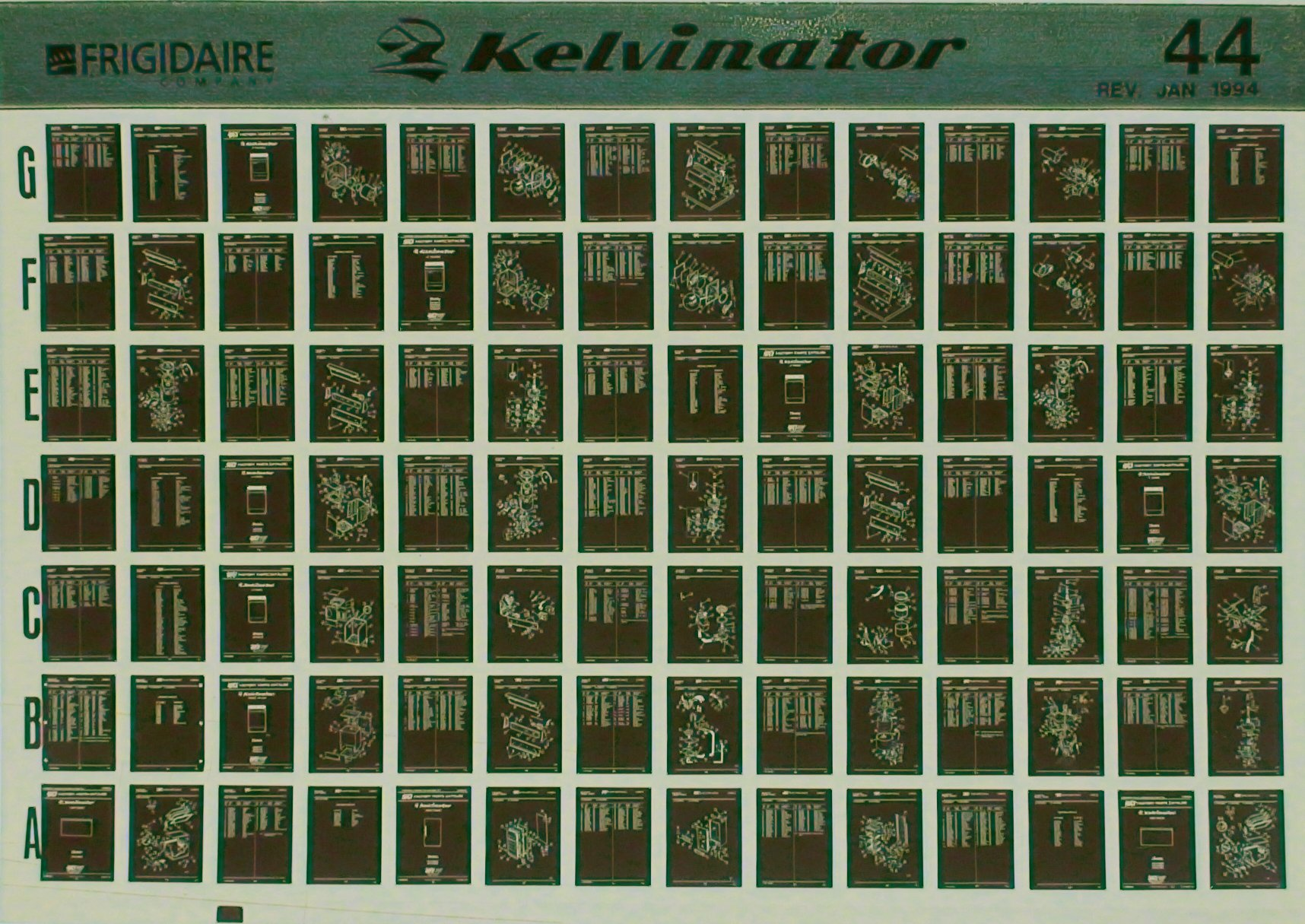
Микрофиша

Микрофо́рма — фотодокумент на плёночном или другом носителе, который для изготовления и использования требует увеличения при помощи микрографической техники. 
Документами на микроформах являются: 
- микрокарты,
- микрофильмы,
- микрофиши,
- микроопак,
- апертурная карта[англ.].

Микроформы используются для хранения и воспроизведения текстового или графического материала, который может быть как опубликованным ранее, так и неизданным.